# Shake It Off
Shake It Off är en poplåt framförd av den amerikanska sångerskan Taylor Swift. Låten släpptes som en singel från hennes femte studioalbum 1989 den 18 augusti 2014. "Shake It Off" är skriven av Swift, Max Martin och Shellback varav Martin liksom Shellback producerade den.
Singeln mottog flera nomineringar vid Grammy Awards 2015, bland annat nominerades den i kategeorin Song of the Year. På Musikförläggarnas Pris 2015 utnämndes den till "Årets låt".  